# Miss Venus
Die Miss Venus wird jährlich vor Beginn der Erotikmesse Venus Berlin von Bild-Lesern gewählt. Aus zehn Finalistinnen können die Leser ihre Miss Venus wählen. Die Miss Venus ist das Aushängeschild der Messe.
2008 trat Daniela Katzenberger zur Wahl an, erreichte aber nicht die Endrunde.
Die Wahl zur Miss Venus fand letztmals am 29. September 2012 im Club „Maxxim“ statt. In der Jury waren Micaela Schäfer und Gina-Lisa Lohfink. Die Wahl gewann Anastasia alias SteelAlarm. Sie repräsentierte als „Miss Venus 2012“ ein Jahr lang die Erotik-Messe.

## Preisträger (Auswahl)
- 2005: Micaela Schäfer[2]
- 2012: Anastasiya Avilova[3]